# Тапиноцефалы

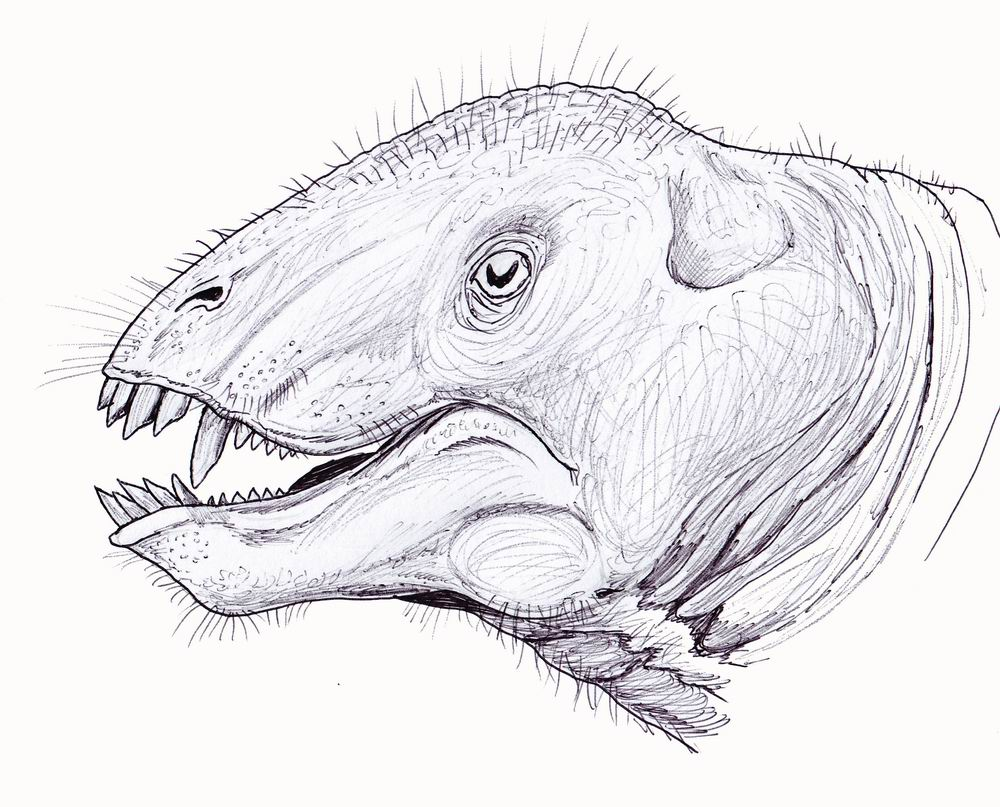
Tapinocaninus pamelae

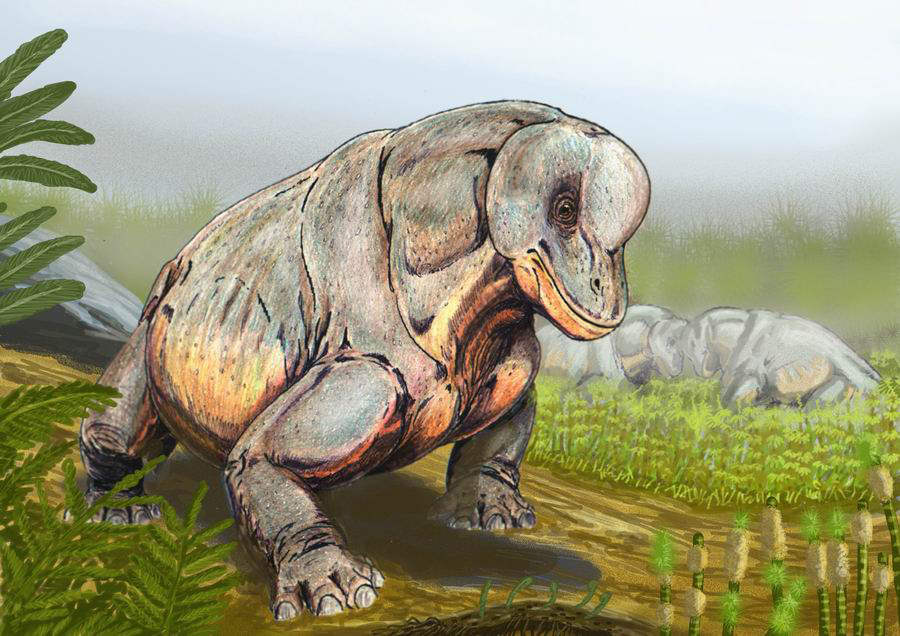
Tapinocephalus atherstonei

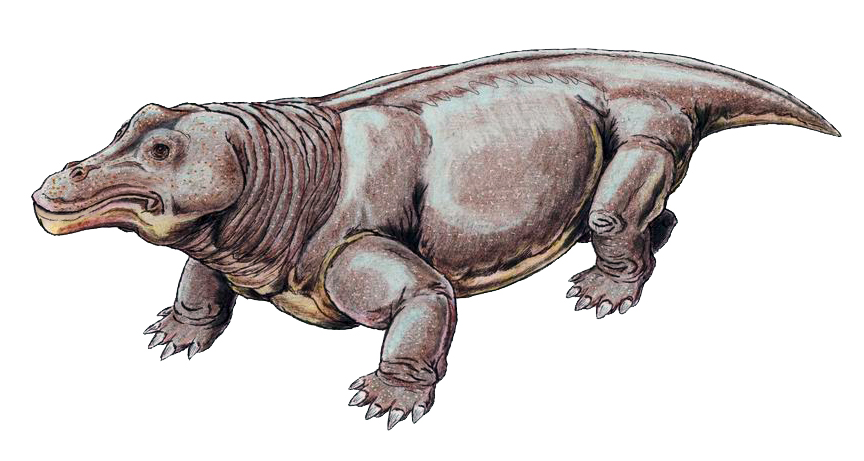
Struthiocephalus whaitsii

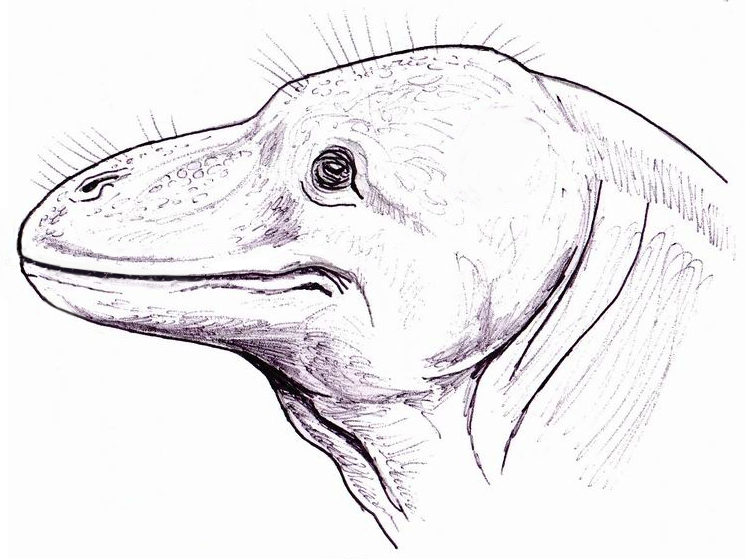
Taurocephalus lerouxi

Тапиноцефалы (лат. Tapinocephalia) — инфраотряд растительноядных синапсид из подотряда дейноцефалов. Известны из «средней» перми Южной Африки, России и Китая.

## Описание
Большинство представителей — крупные животные (весом до 1—1,5 тонн). Тело массивное, округлое, хвост очень короткий. Конечности очень массивные, передние чуть длиннее задних. Вероятно, при жизни передняя половина тела была приподнята (возможно, это указывает на питание какой-то приподнятой над почвой растительностью). Морда при обычном положении головы опущена несколько вниз (затылок резко скошен назад). Череп очень массивный, с чрезвычайно развитым пахиостозом в надглазничной и лобно-теменной области. Толщина костей черепа у некоторых видов достигала 30 см. Глазницы и височные впадины небольшие, височные впадины открыты сверху. Зубы немногочисленные, резцы обычно очень мощные. Нёбных зубов нет. Клыки выражены лишь у самых примитивных форм.
Предполагается, что пахиостоз костей черепа был необходим для внутривидовых схваток (как у баранов или горных козлов). Тем не менее, это оспаривается отечественными учёными, которые указывают, что кости лба не были покрыты роговыми образованиями и служили для терморегуляции (их пронизывали кровеносные сосуды). Шкура тапиноцефалов, вероятно, была мягкой и лишённой чешуй, с многочисленными железами. На лицевой части черепа у некоторых видов обнаружены желобчатые углубления, возможно, вмещавшие кожные железы. Известны отпечатки следов из Южной Африки.
Тапиноцефалы были растительноядными, причем для измельчения пищи они использовали мощные резцы, снабжённые пяткообразными выступами. Основу их питания могли составлять мёртвые стволы каламитов, которые накапливались по берегам водоёмов.

## Классификация
По данным сайта Paleobiology Database, на май 2019 года в инфраотряд включают следующие вымершие таксоны до рода включительно:
- Роды incertae sedis
  - Род Deuterosaurus Eichwald, 1848 (2 вида)
- Надсемейство Niaftasuchoidea Ivakhnenko, 1990
  - Семейство Niaftasuchidae Ivakhnenko, 1990
    - Род Niaftasuchus Ivakhnenko, 1990 — Няфтазух (1 вид)
- Надсемейство Tapinocephaloidea Owen, 1876
  - Семейство Tapinocephalidae Owen, 1876 (или непосредственно в инфраотряде тапиноцефалов)
    - Род Keratocephalus Huene, 1931 (1 вид)
    - Род Taurosaurus
    - Подсемейство Moschopinae Boonstra, 1969
      - Род Avenantia Boonstra, 1952 (1 вид)
      - Род Criocephalosaurus Kammerer & Sidor, 2002 (1 вид)
      - Род Delphinognathus Seeley, 1892 (1 вид)
      - Род Moschops Broom, 1911 — Мосхопс (3 вида)

    - Подсемейство Riebeeckosaurinae Boonstra, 1969
      - Род Riebeeckosaurus Boonstra, 1952 (1 вид)

    - Подсемейство Struthiocephalinae Boonstra, 1969
      - Род Struthiocephaloides Boonstra, 1952 (2 вида)
      - Род Struthiocephalus Haughton, 1915 — Струтиоцефалы[2] (1 вид)
      - Род Struthionops Boonstra, 1952 (1 вид)
      - Род Taurocephalus Broom, 1928 (1 вид)

    - Подсемейство Tapinocephalinae Lydekker, 1890
      - Род Mormosaurus Watson, 1914 (1 вид)
      - Род Phocosaurus Seeley, 1888 (1 вид)
      - Род Tapinocaninus Rubidge, 1991 (1 вид)
      - Род Tapinocephalus Owen (1 вид)

  - Семейство Ulemosauridae Ivakhnenko, 1994
    - Род Ulemosaurus Riabinin, 1938 — Улемозавры (2 вида)

Стиракоцефалы (Styracocephalus Haughton, 1929), ранее относимые к этому инфраотряду, выделены в отдельный подотряд Styracocephalia.

### Отдельные представители
Тапиноцефалы включают около 18 родов преимущественно из Южной Африки. Истинное количество родов неизвестно, так как многие из них оказались синонимами, поскольку описывались на основании остатков разнополых и разновозрастных особей одного и того же вида. Их можно сгруппировать в следующие подсемейства:
- Tapinocephalinae — короткомордые тапиноцефалы с относительно слабыми зубами. Пахиостоз чрезвычайно развит, иногда в виде куполообразных выростов на крыше черепа. Наиболее известен тапиноцефал (Tapinocephalus). Самый крупный вид — Tapinocephalus atherstonei, длиной до 4 метров.
- Strutiucephalinae — длинномордые коротконогие тапиноцефалы. Пахиостоз развит значительно, переход от лицевой части к крыше черепа плавный. Возможно, полуводные животные (не исключается наличие мышечных клапанов вокруг ноздрей). 4 рода, наиболее известен струтиоцефал (Struthiocephalus), до 4 метров длиной.
- Riebeeckosaurus — единственный представитель подсемейства Riebeeckosaurinae. Средних размеров (около 2,5 метров длиной). Морда очень длинная, узкая. Затылок также узкий, крупные височные впадины разделены сагиттальным гребнем.

Все африканские тапиноцефалы характеризуют различные горизонты зоны Tapinocephalus Южной Африки и вне её не встречаются.
Возможно, самый примитивный тапиноцефал — Tapinocaninus pamelae из зоны Eodicynodon Южной Африки. Он сохранял заметные верхние клыки, но в остальном очень сходен с более поздними родичами.